# Metropolia Nyeri
Metropolia Nyeri – jedna z 4 metropolii kościoła rzymskokatolickiego w Kenii. Została ustanowiona 21 maja 1990.

## Diecezje
- Archidiecezja Nyeri
  - Diecezja Embu
  - Diecezja Isiolo
  - Diecezja Maralal
  - Diecezja Marsabit
  - Diecezja Meru
  - Diecezja Muranga
  - Diecezja Nyahururu

## Metropolici
- Nicodemus Kirima (1990-2007)
- Peter J. Kairo (2008-2017)
- Anthony Muheria (od 2017)